# Myrmarachne hidaspis
Myrmarachne hidaspis là một loài nhện trong họ Salticidae.
Loài này thuộc chi Myrmarachne. Myrmarachne hidaspis được Lodovico di Caporiacco miêu tả năm 1935.